# دائرة غريس
دائرة غريس هي إحدى دوائر ولاية معسكر الجزائرية.

## بلديات الدائرة
تضم الدائرة بلديات:
1. غريس
2. ماقضة
3. مطمور
4. سيدي بوسعيد (معسكر)
5. ماوسة

## وصلات خارجية
- دائرة غريس